# امیر شریف‌الدین
امیر شریف‌الدین هاراهاپ (انگلیسی: Amir Sjarifuddin Harahap; ۲۷ آوریل ۱۹۰۷ – ۱۹ دسامبر ۱۹۴۸) یک سیاست‌مدار سوسیالیست و یکی از نخستین رهبران جمهوری اندونزی بود که در انقلاب ملی در این کشور نخست‌وزیر شد. او یکی از رهبران مهم چپ در طول انقلاب بود که از یک خانواده مسلمان بتک به مسیحیت گرویده بود. او در سال ۱۹۴۸ به دلیل شرکت در یک شورش کمونیستی توسط افسران جمهوری‌خواه اندونزی اعدام شد.

## زندگی
امیر شریف الدین در یک خانواده ثروتمند در سوماترا در شهر مدان به دنیا آمد. توانایی‌های فکری برجسته او باعث شد که به مدارس نخبگان راه یابد. او در کشور هلند در دانشگاه‌های هارلم و لیدن تحصیل کرد. پیش از آن در باتاویا، جاکارتای کنونی در رشته حقوق فارغ‌التحصیل شده بود. در زمان حضور در هلند، فلسفه شرق و غرب را تحت نظارت انجمن تئوسوفی فراگرفت. او در سال ۱۹۳۱ از اسلام به مسیحیت گروید. شواهدی وجود دارد که او در بزرگترین کلیسای پروتستان در جاکارتای کنونی موعظه کرده‌است.

## هند شرقی هلند و اشغال ژاپن
در سال ۱۹۳۷، در پایان دوره استعمار هند شرقی هلند، امیر رهبری گروهی از مارکسیست‌های جوان را بدست گرفت و جنبشی بنام جریندو یا جنبش خلق اندونزی را بعنوان یک جنبش رادیکال و مخالف فاشیسم بین‌المللی تشکیل داد. براساس دکترین دیمیتروف اتحاد جماهیر شوروی که خواهان یک جنبش مشترک علیه فاشیسم بود اندونزیایی‌ها در همکاری با دولت استعماری هلند، تلاش کردند تا استقلال اندونزی را حفظ کنند. جریندو یکی از مهمترین احزاب در سال‌های جنگ جهانی دوم بود؛ این جنبش در مقایسه با ملی گرایان رادیکال سرکوب شده هلندی، به رهبری افرادی مانند سوکارنو و محمد حتی که او قبل از جنگ با آنها دیدار کرده بود، اهداف نسبتاً بهتری داشت. در سال ۱۹۴۰، اطلاعات هلند نسبت به دست داشتن شرف الدین در کارهای مخفی کمونیستی مظنون شد.

## اتحاد علیه ژاپن
پس از افزایش قدرت و نفوذ امپراتوری ژاپن، او یکی از رهبران اندونزیایی بود که قبل از جنگ نسبت به خطر فاشیسم هشدار می‌داد. پیش از تهاجم آلمان متحد ژاپن به هلند، هند شرقی یکی از صادر کنندگان اصلی مواد خام به شرق آسیا بود و از این جهت، جنبش‌های وابسته به او، تحریم‌هایشان علیه ژاپن را افزایش دادند. به این دلیل اطلاعات هلند در ماه مارس سال ۱۹۴۲، به او ۲۵۰۰۰ گیلدن پول داد تا از طریق ارتباطات مارکسیستی و ملی گرایانه ای که داشت یک جنبش مقاومت زیرزمینی علیه ژاپن به راه بیندازد.